# دروازه شاه عبدالعظیم
دروازه شاه عبدالعظیم نام یکی از دروازه‌های قدیمی شهر تهران می باشد.

دروازه شاه عبدالعظیم

دروازه شاه عبدالعظیم، یا دروازه اصفهان جزو دروازه‌های حصار ناصری واقع در حصار جنوبی تهران در میدان شوش امروزی، ابتدای جادۀ شهر ری قرار داشت. این دروازه در مسیر ارتباط تهران با حرم شاه عبدالعظیم و شهرهای قم و اصفهان قرار داشت. 
دروازه شاه عبدالعظیم قدیم یا عتیق شاه تهماسبی در خیابان مولوی و ابتدای بازار حضرتی قرار داشت. این دروازه در دیوار باروی جنوبی شهر بود.